# Munger
Munger (en hindi: मुंगेर ) es una ciudad de la India, centro administrativo del distrito de Munger, en el estado de Bihar.

## Geografía
Se encuentra a una altitud de 47 m s. n. m. a 175 km de la capital estatal, Patna, en la zona horaria UTC +5:30.

## Demografía
Según estimación 2011 contaba con una población de 224 106 habitantes.